# 高莽
高莽（1926年—2017年10月6日），男，黑龙江哈尔滨人，中国翻译家、肖像画画家，俄罗斯科学院远东研究所名誉博士。

## 笔名
高莽的笔名包括乌兰汗、雪客、小四、肖尔、竹马、何马、何焉等。

## 生平
1926年，高莽出生在黑龙江哈尔滨市，母亲是文盲，但是重视对他的教育。
1933年，高莽在哈尔滨的一所俄语学校读书，从此掌握了俄语。
1943年，高莽从美国哈尔滨基督教青年会学校毕业。同年，高莽在《大北新报》翻译了屠格涅夫的一篇散文诗《曾是多么美多么鲜的一些玫瑰》。
1945年，高莽在哈尔滨中苏友好协会工作，陆续担任翻译员、编辑等。
1947年，高莽翻译了《保尔·柯察金》电影剧本。
1949年，高莽在沈阳市东北中苏友好协会工作，翻译了乌克兰作家冈察尔的《永不掉队》。
1954年，高莽前往北京市中苏友好协会工作，同年加入了中国作家协会。
1964年，高莽到中国社会科学院外国文学研究所工作。
1989年，高莽退休。
1997年，高莽加入俄罗斯作家协会。

## 家庭
高莽和妻子有一个女儿，曾在南美洲国家巴西工作，后回国照顾父亲高莽。

## 主要作品
- 《久违了，莫斯科》
- 《枯立木》
- 《圣山行》
- 《俄罗斯美术随笔》
- 《人生笔记》[5]
- 《我与俄罗斯文学》[6]
- 《墨痕》[7]

### 主要译著
- 《普希金诗集》（亚历山大·谢尔盖耶维奇·普希金）[8]
- 《孤独天使》（杰克·凯鲁亚克）[9]
- 《莱蒙托夫诗集》（莱蒙托夫）
- 《蒲宁诗集》（伊万·蒲宁）
- 《叶赛宁诗集》
- 《安娜·阿赫玛托娃诗集》（安娜·阿赫玛托娃）
- 《冈察尔短篇小说集》（乌克兰奥列西·冈察尔）
- 《人与事》（帕斯捷尔纳克）
- 《团队之子》（卡达耶夫）
- 《粘土与瓷器》（葛利古里斯）
- 《绣花丝巾》（卡哈尔）
- 《翅膀》（科涅楚克）
- 《臭虫》、《澡堂》（马雅可夫斯基）
- 《亲骨肉》（阿菲诺根）
- 《卡尔·马克思青年时代》（格列勃涅夫）

## 荣誉

### 外国勋章奖章
- 友谊勋章（俄罗斯，1993年[10]）
- 三等功绩勋章（乌克兰，2010年8月31日公布[11]，2010年9月6日于北京颁发[12]）

### 其他
- 1999年，中国中俄友好协会“中俄友好纪念奖章”，俄罗斯的俄中友好协会“俄中友谊纪念章”。
- 2004年，中国翻译协会“资深翻译家”荣誉称号。
- 2013年，俄罗斯新世纪最佳中文翻译奖，《安魂曲》（安娜·阿赫玛托娃）[13]

## 相关
中国大陆主要俄文译中文翻译家：高莽、曹靖华、戈宝权、草婴、汝龙、满涛、孙绳武。